# Rio Maranguapinho
O Rio Maranguapinho é um rio brasileiro que banha o estado do Ceará. É o maior afluente do rio Ceará tendo sua nascente na Serra de Maranguape. Cruza os municípios de Maranguape, Maracanaú, Fortaleza e Caucaia.
O rio tem percurso total de 34 km. Alguns de seus afluentes em Maranguape são os rios Gavião e Pirapora, que também têm suas nascentes na serra de Maranguape. Na margem esquerda do rio existe a Fazenda Raposa, de propriedade da Universidade Federal do Ceará localizada no bairro Jaçanaú, em Maracanaú, constituindo uma reserva ambiental com uma coleção de palmeiras. No outro lado da margem existe a maior lagoa de tratamento de esgoto do Brasil administrada pela Cagece.

## Condições Pluviométricas
O Maranguapinho, como todo curso de água cearense, sofre influência das variações das precipitações pluviométricas, sendo suas descargas máximas observadas na época das chuvas de janeiro a junho. Devido sua proximidade ao litoral e à serra de Baturité, sua bacia está inserida em uma região de clima tropical quente úmido, na maior parte do curso, e tropical subquente úmido, próximo à nascente.

## Problemas Ambientais
Ao passar pelas cidades de Maranguape, Maracanaú e Fortaleza, tem suas margens ocupadas por moradores de baixa renda que por não terem estrutura de saneamento, ocasionaram no aumento da degradação do rio. 
Em 2007 foi lançado programa de requalificação do Maranguapinho como parte integrante de um plano de investimentos do Governo Federal para retirada de todas as moradias das margens do rio e controle de enchentes.

## Projeto Rio Maranguapinho
O Projeto Rio Maranguapinho tem como área de intervenção a Região Metropolitana de Fortaleza, mais especificamente os municípios de Fortaleza, Maranguape, Maracanaú e Caucaia. Concebido pelo Governo do Estado do Ceará, através da Secretaria das Cidades, em parceria com o Governo Federal, através do Ministério das Cidades e interveniência da Caixa Econômica Federal. 
O Projeto ambiciona solucionar problemas históricos e recorrentes de inundações que dificultam a vida dos moradores das proximidades do rio, e teve seu início efetivo com a execução de obras em 2009 (PAC1), e em 2015 (PAC2). O Programa promove a melhoria das condições de habitabilidade da população que reside na faixa de alagamento em situação de alto risco, e nas áreas adjacentes ao Rio Maranguapinho, além de promover a recuperação socio-ambiental do mesmo.
O Projeto constitui-se de uma combinação de intervenções, que inclui:
- Obras de controle e amortecimento de ondas de cheias (Barragem Maranguapinho),
- Obras de desassoreamento, dragagem do rio e saneamento (esgotamento sanitário);
- Obras de urbanização ao longo do rio e recomposição da mata ciliar;
- Obras de habitação popular (Minha Casa, Minha Vida), para remanejamento de famílias.[7]
- Área de Proteção Ambiental do Rio Maranguapinho (Unidade de conservação);[8][9]

A implantação das obras está dividida em cinco trechos (Zero, I, II, III e IV) e situam-se ao longo do próprio Rio, no entorno da Barragem e nas áreas de assentamento da população impactada.

## Barragem Maranguapinho
A barragem foi construída em 2012, e é um dos principais pontos do projeto de reestruturação e revitalização do rio, e visa diminuir a faixa de inundações e controlar o volume de água na época das chuvas, tendo integrado o Programa de Aceleração do Crescimento (PAC), do Ministério das Cidades. A obra possui 306,84 hectares, com capacidade para acumular 9,3 milhões de metros cúbicos de água, e recebeu recursos da ordem de R$ 85 milhões.
Em 2018 foram construídos e adicionados à barragem 3,8 km de adutora de 400 mm, e uma estação de bombeamento no local (parede da barragem), que adiciona 200 litros por segundo ao sistema, destinados à cidade de Maranguape, e aos distritos de Sapupara e Amanari. Essa obra integra o açude Maranguapinho ao sistema hídrico metropolitano, dando à ETA Gavião uma certa reserva, incrementando e reforçando a oferta hídrica para a Região Metropolitana de Fortaleza.